# Slayer

Logotyp zespołu

Slayer (US: /ˈsleɪər/, UK: /ˈsleɪə/) – amerykański zespół muzyczny wykonujący thrash metal, powstały w 1981 roku w Huntington Park, rozwiązany w 2019 roku i odnowiony w 2024. Grupa powstała z inicjatywy gitarzysty Kerry’ego Kinga, który do współpracy zaprosił innego gitarzystę Jeffa Hannemana, pochodzącego z Kuby perkusistę Dave’a Lombardo oraz basistę i wokalistę narodowości chilijskiej Toma Arayę. Już w początkowym okresie działalności muzycy rozwinęli własny styl oparty na intensywnych partiach gitar z partiami solowymi wykonywanymi przy użyciu tremola oraz charakterystycznym śpiewie wokalisty zespołu.
Cztery z dziesięciu albumów zespołu zyskały w Stanach Zjednoczonych status złotej płyty. Wieloletnim współpracownikiem grupy był producent muzyczny Rick Rubin współpracujący również z takimi zespołami jak Beastie Boys, LL Cool J, Danzig, Metallica czy System of a Down. Slayer, wraz z grupami Metallica, Anthrax i Megadeth zaliczany jest do tzw. „Wielkiej Czwórki” thrash metalu, wywierając wpływ i inspiracje dla przyszłych wykonawców nurtu, takich jak Chimaira, Mnemic czy Vader. W 2018 roku zespół ogłosił zakończenie trzydziestosiedmioletniej kariery po pożegnalnej trasie, mającej odbyć się w tymże roku. W 2024 ogłoszono odnowienie działalności zespołu.

## Historia

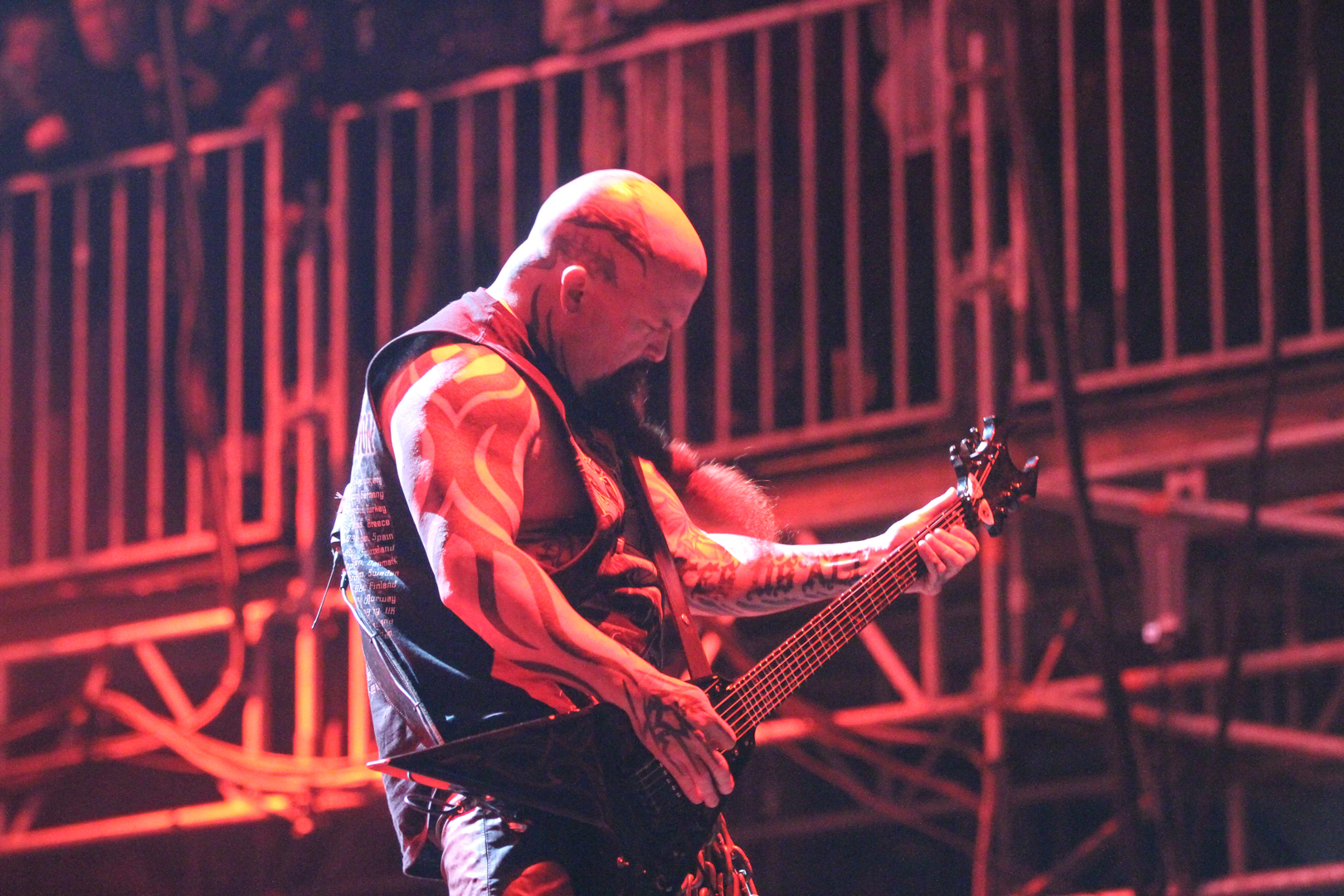
Kerry King, 2013

Zespół został założony w 1981 roku w Huntington Park z inicjatywy gitarzysty Kerry’ego Kinga. King zaprosił do współpracy również będącego gitarzystą Jeffa Hannemana, pochodzącego z Kuby perkusistę Dave’a Lombardo oraz basistę i wokalistę narodowości chilijskiej Toma Arayę. Jako swoją nazwę członkowie zespołu rozważali też Wings of Fire, ostatecznie jednak zdecydowali się na Slayer, jako bardziej pasującą do charakteru grupy. Niebawem się okazało, że istnieje już mało znany, pochodzący z Teksasu heavymetalowy zespół o nazwie Slayer. Sprawę rozstrzygnięto w sądzie, w wyniku czego Slayer z Teksasu musiał zmienić nazwę na S.A. Slayer. Wówczas zespół grał covery utworów Iron Maiden, Judas Priest oraz zespołów punkrockowych. 25 marca 1982 roku w Southgate Highschool w Los Angeles zespół dał swój pierwszy koncert. W tamtym okresie zespół Slayer miał skomponowane swoje pierwsze utwory tj.: „Simple Deception (Aggression)”, „Delphic Oracle”, „Assassin”, „Night Rider”, „High Priestess” i „Ice Titan”. 27 sierpnia 1983 w Los Angeles podczas koncertu w klubie Woodstock na zespół zwrócił uwagę Brian Slagel, właściciel wytwórni muzycznej Metal Blade Records, gdy ta wykonywała utwór „Phantom of the Opera” z repertuaru grupy Iron Maiden. Slagel wkrótce zaproponował im nagranie utworu na kompilację Metal Massacre 3 na której ukazał się utwór „Aggressive Perfector”. W listopadzie tego samego roku grupa rozpoczęła realizację debiutanckiego albumu pt. Show No Mercy wydanego w grudniu 1983 roku nakładem Metal Blade Records w Stanach Zjednoczonych oraz na początku 1984 roku w Europie. Album został wyprodukowany przez Briana Slagela, koszty nagrań pokrył natomiast sam zespół ze środków, które zgromadził basista Tom Araya pracując jako terapeuta w miejskim szpitalu oraz pożyczki udzielonej przez ojca gitarzysty Kerry’ego Kinga. Zaraz po nagraniu albumu wynajętym vanem oraz samochodem Camaro należącym do basisty Araya, zespół wyruszył w swoją pierwszą trasę koncertową No Mercy Tour. Pieniądze uzyskane z koncertów pozwoliły jedynie na jej kontynuację, m.in. zakup żywności.

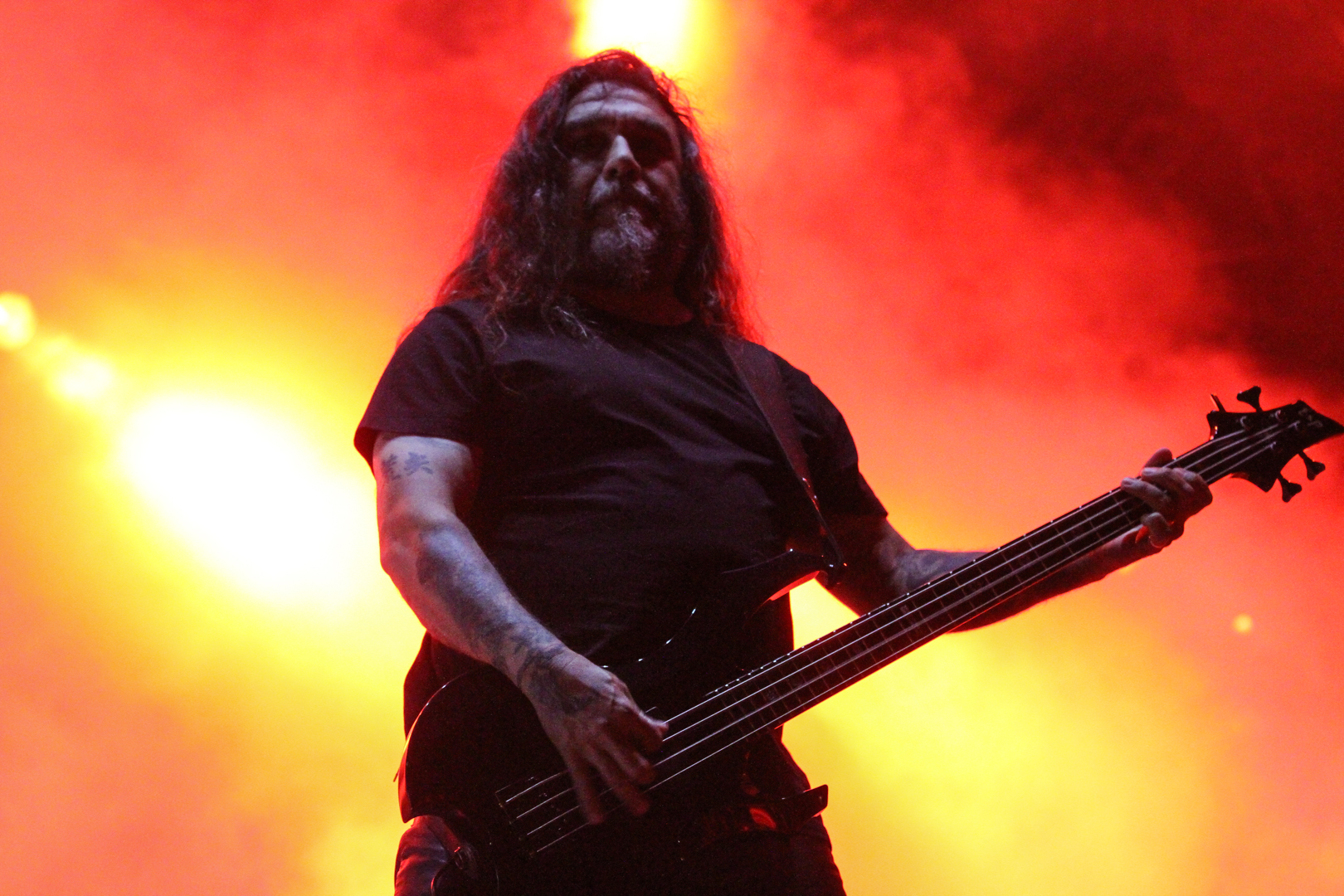
Tom Araya, 2013

Po powrocie z trasy koncertowej grupa nagrała trzy nowe kompozycje „Chemical Warfare”, „Captor of Sin” oraz „Haunting the Chapel” z tekstami inspirowanymi brytyjska grupą Venom. Utwory zostały opublikowane w 1984 roku na minialbumie Haunting the Chapel, który został wydany za sprawą Slagela zadowolonego z sukcesu debiutanckiego albumu Show No Mercy, który sprzedał się w nakładzie 40 tys. egzemplarzy. W 1985 w Eldorado Studios w Hollywood grupa przystąpiła do nagrań drugiego albumu zatytułowanego Hell Awaits poprzedzonego wydanym tego samego roku minialbumem koncertowym Live Undead zawierającym sześć nagrań z koncertu w Nowym Jorku w ramach trasy Haunting North America Tour. Płyta została zrealizowana we współpracy z inżynierami dźwięku Bernie Grundmanem, Eddym Schreyerm oraz Billem Metoyerem. Wkrótce grupa wyruszyła w trasę koncertową Combat Tour wraz z grupami Venom i Exodus. Album będący rozwinięciem formuły z poprzedniego albumu prezentował dosadniejsze teksty o wydźwięku satanistycznym. Sam zespół natomiast cieszył się coraz większą popularnością zyskując 100 tysięcy nabywców swego drugiego albumu. Wkrótce muzycy podpisali kontrakt płytowy z należącą do Russella Simmonsa wytwórnią muzyczną DefJam Records, z zespołem nawiązał również współpracę producent muzyczny żydowskiego pochodzenia Rick Rubin współpracujący wówczas z grupami muzycznymi z nurtu hip-hop takimi jak Run-D.M.C., Public Enemy czy Beastie Boys.
W 1986 roku z Rubinem i inżynierem dźwięku Andym Wallace’em grupa przystąpiła do prac na trzecim albumem zatytułowanym Reign in Blood, który ukazał się 7 października tego samego roku nakładem DefJam Records w Stanach Zjednoczonych opatrzony okładką wykonaną przez Larry’ego Carrolla. W Europie natomiast płyta została wydana rok później. Na albumie ukazały się m.in. utwór traktujący o zbrodniarzu wojennym jakim był Josef Mengele „Angel of Death” będący przyczyną późniejszych oskarżeń zespołu o propagowanie ideologii narodowo socjalistycznej; „Raining Blood” czy „Postmortem”, które przez cały okres wieloletniej działalności grupy Slayer zawsze były wykonywane podczas koncertów. W ramach promocji albumu grupa zrealizowała pierwszy teledysk do utworu „Criminally Insane” w reżyserii Deana Karra oraz wystąpiła podczas trasy koncertowej Reign in Pain wraz z amerykańską grupą Overkill w Stanach Zjednoczonych oraz Malice w Europie. Promowany album cieszył się dużą popularnością sprzedając się w nakładzie 500 tys. egzemplarzy w Stanach Zjednoczonych, był to również pierwszy album Slayer który uzyskał status złotej płyty. Wkrótce potem z grupy odszedł perkusista Dave Lombardo skarżący się na niskie zarobki oraz sytuację rodzinną. Kubańczyka zastąpił perkusista grupy Whiplash Tony Scaglione.

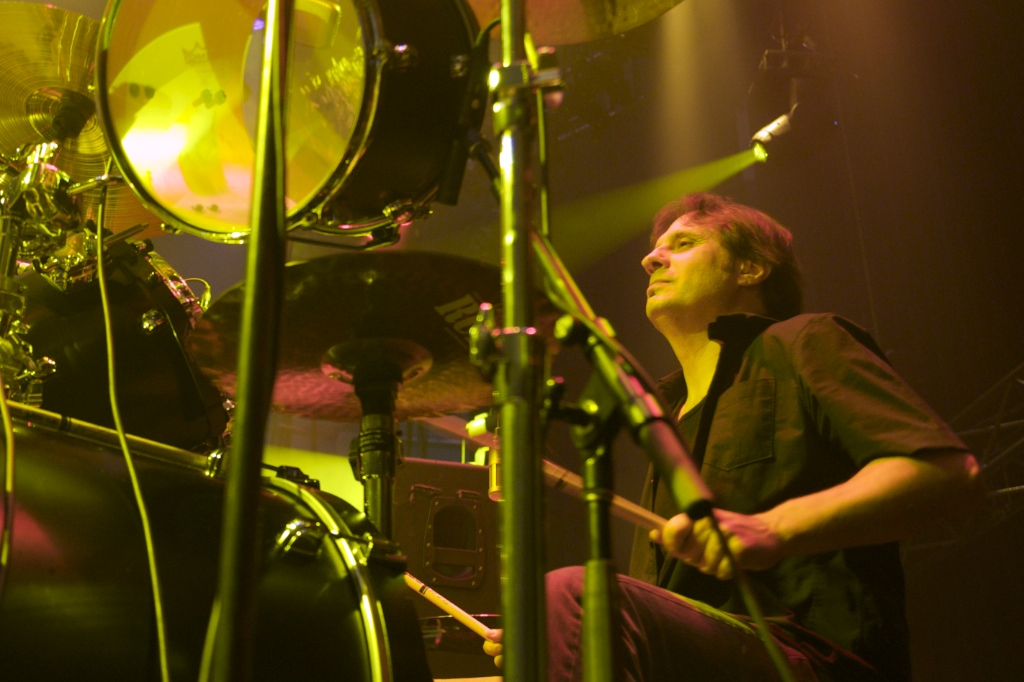
Dave Lombardo, 2009

W 1987 roku do grupy za namową żony powrócił Dave Lombardo, z którym w składzie zespół odbył szereg koncertów na całym świecie. W grudniu tego samego roku ponownie we współpracy z Rickiem Rubinem w Hit City West w Los Angeles muzycy przystąpili do nagrań czwartego albumu. Realizację nagrań zakończono w lutym 1988 roku, pięć miesięcy później dnia 7 lipca ukazał się album South of Heaven z traktującym o aborcji utworem „Silent Scream” oraz „Behind the Crooked Cross” będący odpowiedzią zespołu na falę krytyki, która spłynęła na zespół w związku z kontrowersyjnymi tekstami utworów, które ukazały się na poprzednim albumie. Do tytułowego utworu zrealizowany został teledysk w reżyserii Gerarda Di Puglia. Była to również pierwsza płyta, na którą muzykę i teksty tworzył, poza duetem King i Hanneman, również Tom Araya. Tego samego roku grupa wyruszyła na trasę koncertową World Sacrifice Tour.
W styczniu 1990 roku grupa przystąpiła do prac nad piątym albumem zatytułowanym Seasons in the Abyss. Proces nagraniowy zakończony w czerwcu tego samego roku miał miejsce w Hit City West, Hollywood Sound oraz Record Plant w Los Angeles. Płyta powstała we współpracy z Rickiem Rubinem, inżynierem dźwięku Andym Wallace’em w asyście Chrisa Richa, Davida Tobocmana i Allena Abrahamsona, mastering wykonywał Howie Weinberg, okładkę przygotował Larry Carroll, zdjęcia zespołu wykonała natomiast Sunny Bak. Płyta Seasons in the Abyss ukazała się 9 października 1990 roku, zyskując uznanie wśród krytyków muzycznych. W Stanach Zjednoczonych album sprzedał się w nakładzie 1 mln kopii zyskując status złotej, a następnie platynowej płyty. Do tytułowego utworu zrealizowany został teledysk w reżyserii Gerarda Di Puglia. Tego samego roku zespół wyruszył w trasę koncertową Clash of the Titans w Stanach Zjednoczonych wraz z grupami Megadeth, Suicidal Tendencies i Testament oraz w Europie wraz z grupami Megadeth, Anthrax i Alice in Chains.
W 1991 roku ukazał się dwupłytowy album koncertowy Decade of Aggression zawierający utwory z trzech koncertów zespołu zarejestrowanych 14 października 1990, 8 marca i 13 lipca 1991 roku odbytych w ramach trasy koncertowej Clash of the Titans promującej wydawnictwo Seasons in the Abyss. Tego samego roku grupę opuścił Dave Lombardo którego zastąpił Paul Bostaph występujący poprzednio z grupą Forbidden. Z nowym perkusistą w składzie zespół wystąpił w 1992 roku na festiwalu Monsters of Rock oraz po raz pierwszy w Polsce, 18 sierpnia na hali MOSiR w Zabrzu. W 1993 roku na potrzeby ścieżki dźwiękowej do filmu Judgement Night w reżyserii Stephena Hopkinsa grupa nagrała utwór pt. „Disorder” z gościnnym udziałem amerykańskiego rapera Ice-T.
27 września 1994 roku nakładem American Recordings ukazał się szósty album grupy Divine Intervention promowany teledyskami do utworów „Killing Fields” i „Serenity in Murder” w reżyserii Gerarda Di Puglia oraz „Dittohead” w reżyserii Jona Reissa. Na albumie ukazał się m.in. utwór pt. „SS-3” opowiadający o Reinhardzie Heydrichu. Wydawnictwo uzyskało status złotej płyty sprzedając się w Stanach Zjednoczonych w nakładzie 800 tysięcy egzemplarzy. Pod koniec tego samego roku grupa wyruszyła w trasę koncertową European Intourvention, podczas której 2 grudnia po raz drugi wystąpiła na hali MOSiR w Zabrzu, a następnie na początku roku 1995 odbyła trasę w USA wraz z grupami Biohazard i Machine Head, również w 1995 Slayer wystąpił podczas festiwalu w Donington. 28 maja 1996 ukazał się album Undisputed Attitude promowany teledyskiem do utworu „I Hate You” w reżyserii Gerarda Di Puglia, zawierał interpretacje utworów wykonawców punkrockowych takich jak Minor Threat, Dirty Rotten Imbeciles i The Stooges oraz trzy nowe utwory „Can’t Stand You”, „DDAMM” skomponowane przez Jeffa Hannemana na potrzeby nie zrealizowanego pobocznego projektu i „Gemmini”. Wkrótce po nagraniu albumu grupę opuścił perkusista Paul Bostaph, zastąpił go Jon Dette, z którym grupa w 1996 roku wystąpiła podczas objazdowego festiwalu Ozzfest. W styczniu 1997 Bostaph powrócił do zespołu, który wziął udział w nagraniach utworu „No Remorse (I Wanna Die)” wraz z grupą Atari Teenage Riot na potrzeby ścieżki dźwiękowej do filmu pt. Spawn w reżyserii Marka A.Z. Dippé.

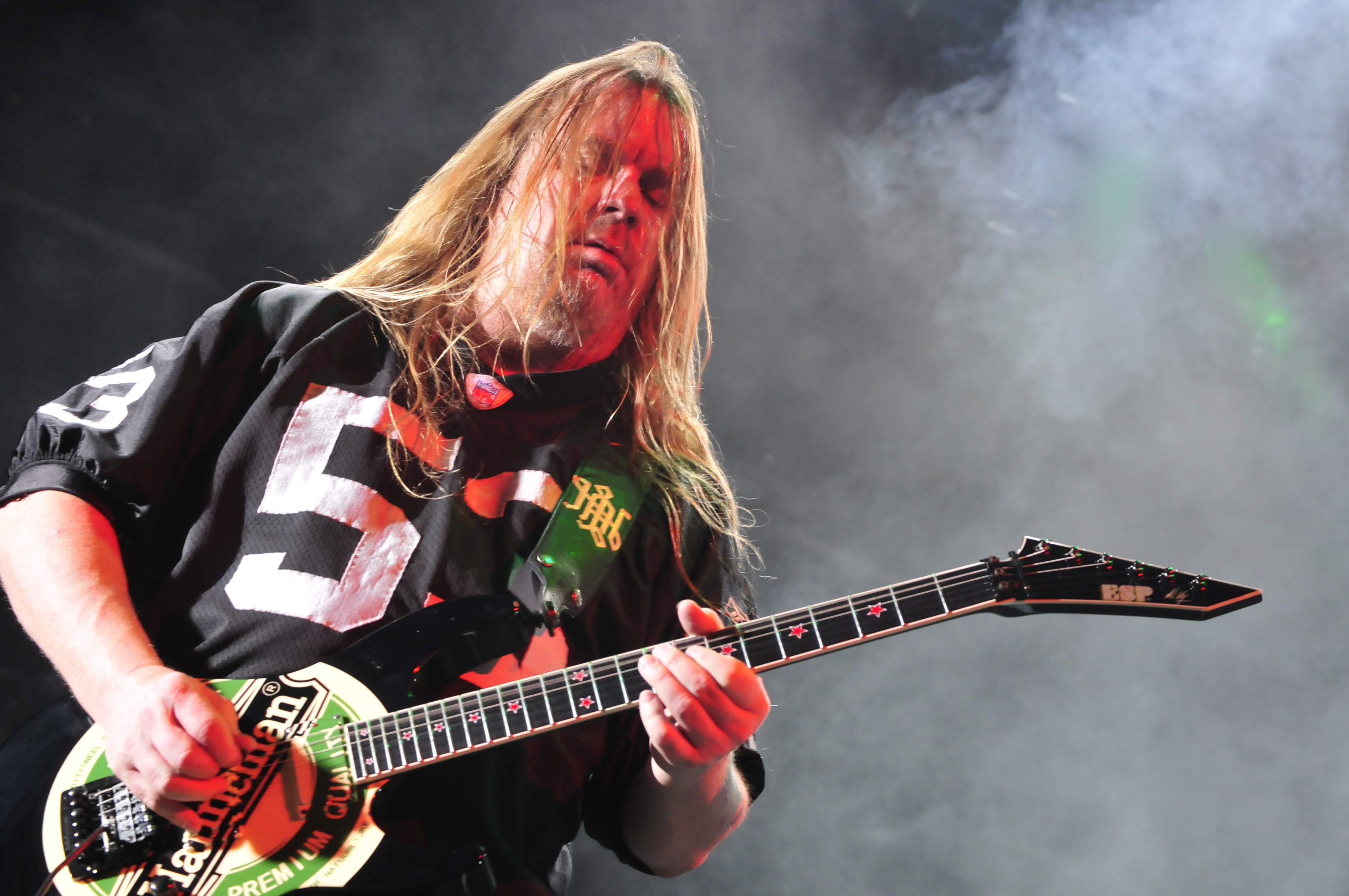
Jeff Hanneman, 2009

9 lipca 1998 roku ukazał się nagrywany w Oceanway Studios i Hollywood Sound na przestrzeni 1997 i 1998 roku album Diabolus in Musica debiutując na 31. miejscu listy Billboard US Top 100. We wrześniu zespół rozpoczął trasę koncertową po Azji, Australii i Europie dając również 25 października koncert w Katowicach. Cały rok 1999 zespół spędził na intensywnym koncertowaniu. Odbył trasy po Stanach Zjednoczonych oraz ponownie zagrał podczas objazdowego festiwalu Ozzfest. W 2000 roku ukazała się ścieżka dźwiękowa do filmu Dracula 2000 w reżyserii Patricka Lussiera na której został opublikowany utwór „Bloodline”. Tego samego roku grupa przystąpiła do pracy nad albumem pt. God Hates Us All wydanym 11 września 2001 roku nakładem wytwórni muzycznej American Recordings, promowanego przez teledysk do utworu „Bloodline” w reżyserii Evana Bernarda. Przed premierą ósmego albumu zespół wystąpił podczas trasy koncertowej Extreme Steel Tour wraz z grupą Pantera. Również w 2001 roku Slayer opuścił perkusista Paul Bostaph. Muzyka zastąpił po jedenastu latach nieobecności w zespole Dave Lombardo. 29 maja 2002 zespół wystąpił w katowickim Spodku podczas festiwalu Ozzfest oraz ponownie 12 czerwca w warszawskim klubie Stodoła.
30 czerwca 2005 po raz szósty grupa wystąpiła w Polsce w warszawskim klubie Stodoła. 15 lipca 2006 zespół rozpoczął trasę Slayer’s Unholy Alliance Tour: Preaching to the Perverted. Wraz z grupą wystąpiły takie grupy jak Lamb of God, Children of Bodom, Mastodon i Thine Eyes Bleed. Początkowo rozpoczęcie planowane było na 6 czerwca 2006, jednak zostało opóźnione rekonwalescencją Toma Araya po operacji woreczka żółciowego. 8 sierpnia 2006 roku ukazał się kolejny album grupy zatytułowany Christ Illusion, w ramach promocji zrealizowany został teledysk do utworu „Eyes of the Insane” w reżyserii Tonyego Petrossiana. Był to pierwszy od 1990 roku album nagrany w oryginalnym składzie, zaś w dniu premiery album zadebiutował na piątym miejscu listy Billboard 200. 5 czerwca 2007 roku po raz siódmy zespół wystąpił w Polsce w katowickim Spodku podczas Mystic Festival.

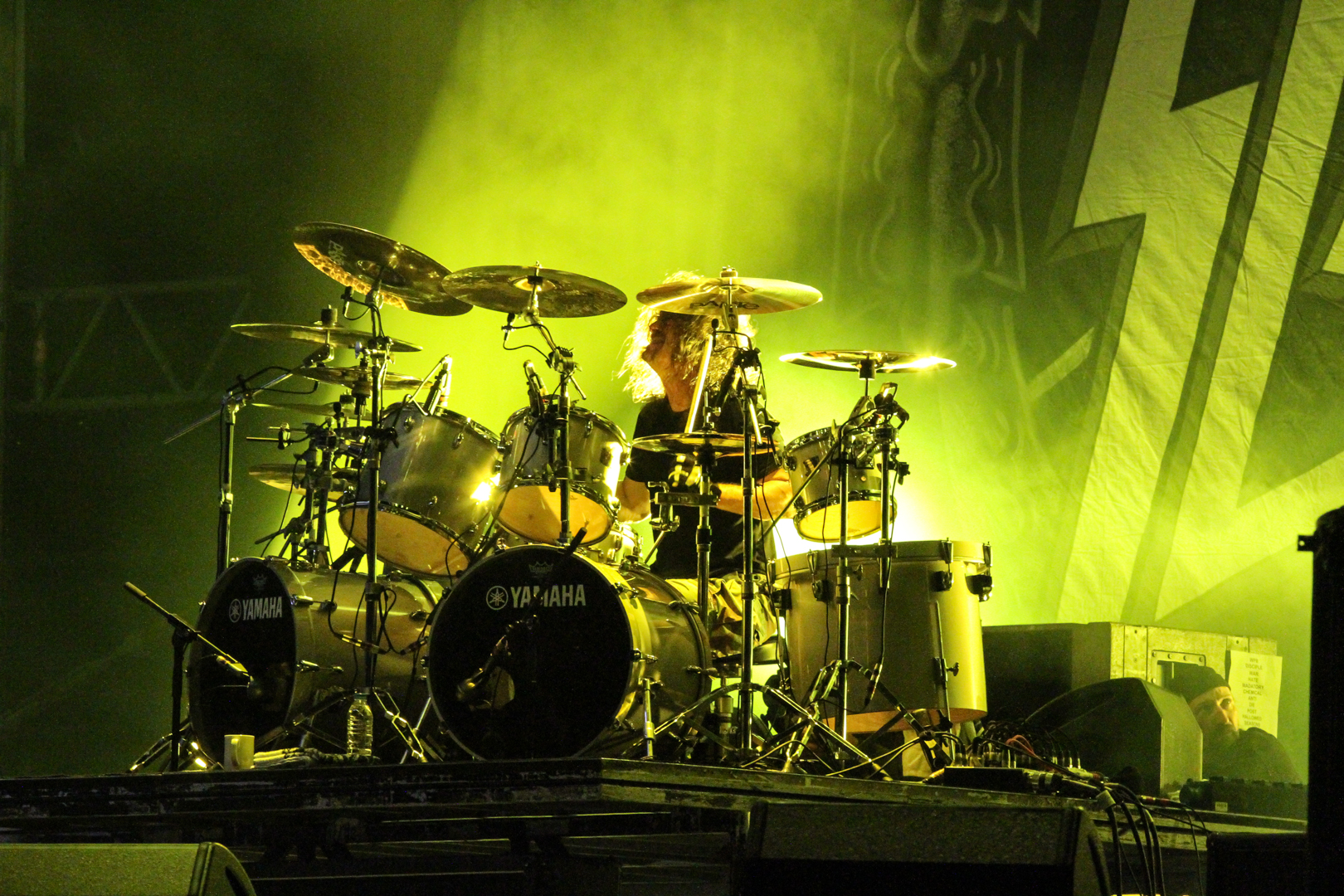
Paul Bostaph, 2013

W pierwszych dniach listopada 2009 roku ukazał się dziesiąty album grupy Slayer pt. World Painted Blood. Do utworu Psychopathy Red (nagranego już w 2008 roku) nakręcony został wideoklip. Na początku 2010 roku Tom Araya przeszedł operację pleców, z tego też względu Slayer przez pewien czas został wyłączony z życia koncertowego. Niedługo Slayer ponownie gra koncerty. 16 czerwca 2010 w ramach rozpoczęcia trasy Sonisphere Festival zespół ponownie wystąpił w Polsce w Warszawie (Lotnisko Bemowo). Pod koniec 2010 roku kolejny muzyk – Jeff Hanneman także podupadł na zdrowiu, a mianowicie przeszedł poważną infekcję ręki, co wiązało się z dłuższą rekonwalescencją, dlatego też z początkiem 2011 roku, podczas trasy koncertowej zespołu Soundwave Festival w Australii, Hannemana zastąpił gitarzysta z grupy Exodus – Gary Holt. Pod koniec lutego 2011 roku Tom Araya na krótko znów trafił do szpitala w Sydney, pomimo tego już od marca 2011 roku Slayer wyruszył, by dokończyć trasę koncertową w Australii, a następnie zaczął koncertować w Europie w składzie (do 4 kwietnia 2011 r.): Tom Araya, Kerry King, Gary Holt i Dave Lombardo. Od 6 kwietnia 2011 r. w trakcie trasy po Europie, Gary’ego Holta (mającego w tym czasie koncerty w Chile z macierzystym Exodus) zastąpił gościnnie Pat O’Brien – gitarzysta z grupy Cannibal Corpse. 11 kwietnia 2011 roku Slayer (w składzie: Araya, King, O’Brien, Lombardo) po raz kolejny zagrał w Polsce, tym razem w Łodzi, wraz z Megadeth, w ramach European Carnage Tour 2011. 23 kwietnia tego samego roku (2011), podczas koncertu Slayer w Indio, w Kalifornii, Jeff Hanneman po raz pierwszy po rekonwalescencji ręki zagrał na gitarze w dwóch utworach tj.: „South of Heaven” i „Angel of Death”. Slayer nadal kontynuuje koncertowanie, lecz już w składzie: Araya, King, Holt, Lombardo. W czerwcu 2011 roku zagrał w Chile zaś w lipcu zawitał do Europy tj. do Niemiec, Szwecji, Włoch, Wielkiej Brytanii i Francji, natomiast we wrześniu podczas trasy zagrał ostatni koncert w USA w Nowym Jorku. 

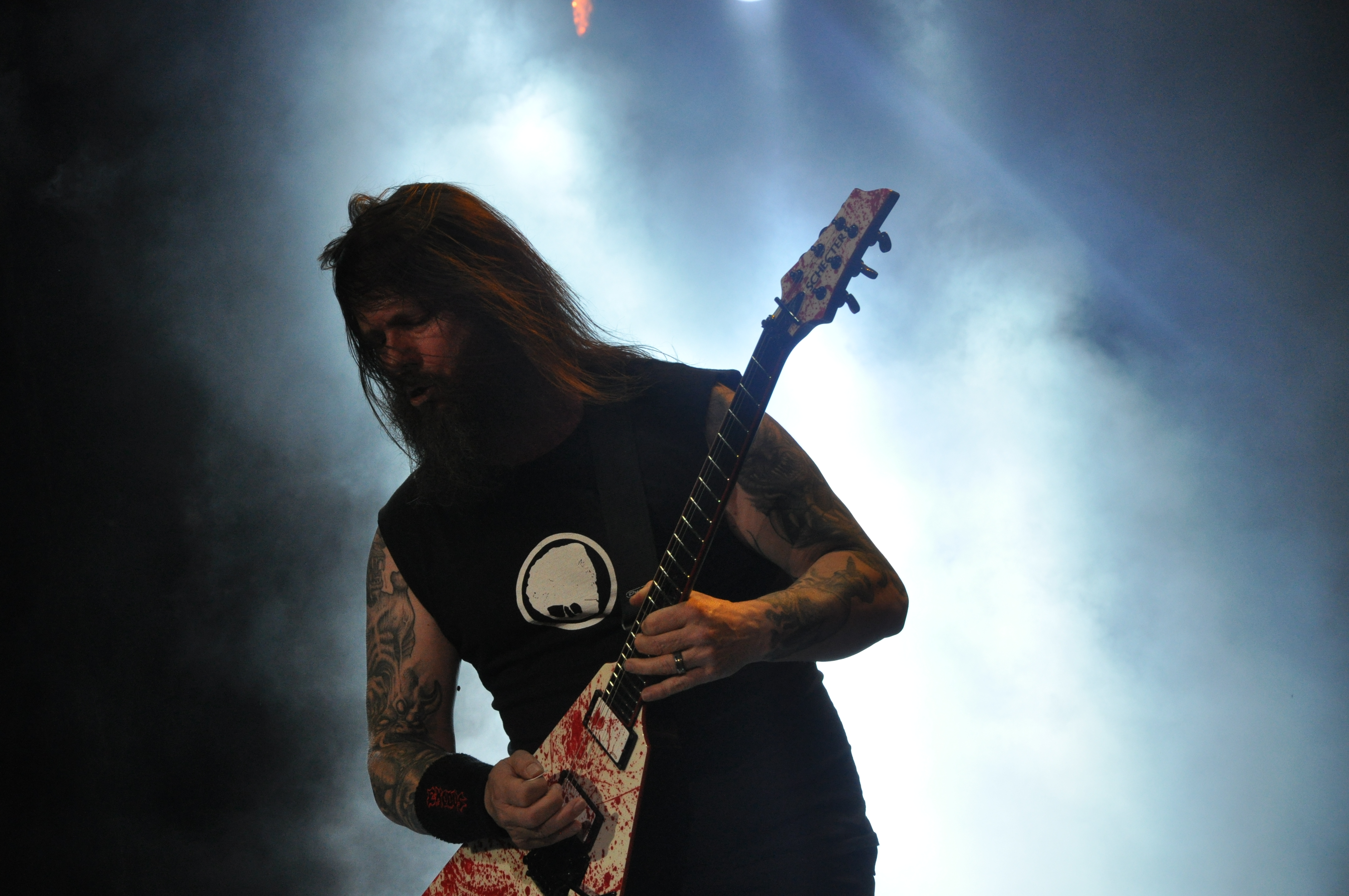
Gary Holt, 2014

1 czerwca 2012 roku zespół Slayer wystąpił w Polsce – na warszawskich Ursynaliach. Ze względu na to, że Jeff Hanneman nie zakończył wówczas całkowicie rehabilitacji ręki po ugryzieniu pająka, nie był jeszcze w pełni zdrowy i zdolny do koncertowania, na Ursynaliach – podobnie jak na poprzednich koncertach zastąpił go Gary Holt. 21 lutego 2013, najprawdopodobniej na tle nieporozumień o charakterze finansowym, zespół ponownie opuścił Dave Lombardo, jego miejsce zajął Jon Dette. Pierwsze koncerty z udziałem Jona Dette na perkusji odbyły się w Sydney w Australii 24 i 15 lutego 2013 r., zaś drugim gitarzystą tak samo jak w 2011 i 2012 roku był Gary Holt. 2 maja 2013, w wyniku alkoholowej marskości wątroby zmarł Jeff Hanneman. 31 maja 2013 roku Slayer oficjalnie ogłosił, iż nowym etatowym perkusistą grupy Slayer zostaje, niegdyś grający już w tym zespole – Paul Bostaph. 4 czerwca 2013 roku Slayer w składzie: Araya, King, Holt, Bostaph po raz kolejny wystąpili w Polsce, tym razem na Impact Festival na lotnisku Bemowo w Warszawie. 24 czerwca 2014 roku zespół wystąpił w Poznaniu w ramach trasy z grupą Iron Maiden a 9 lipca 2016 roku w Jarocinie.
11 września 2015 roku nakładem wytwórni muzycznej Nuclear Blast ukazał się jedenasty album grupy zatytułowany Repentless.
2 grudnia 2018 roku w trakcie europejskiej trasy Gary Holt musiał opuścić zespół na bliżej nieokreślony okres. W mediach społecznościowych umieścił informację, że ma to związek z pogarszającym się zdrowiem jego ojca. Jego miejsce tymczasowo zajął były gitarzysta Machine Head Phil Demmel.

## Muzycy
| Ostatni skład zespołu - Kerry King – gitara (od 1981) - Tom Araya – gitara basowa, śpiew (od 1981) - Paul Bostaph – perkusja (1992-2001, od 2013) - Gary Holt – gitara (od 2011) Byli członkowie zespołu - Dave Lombardo – perkusja (1981–1986, 1987–1992, 2002–2013) - Jeff Hanneman (zmarły) – gitara (1981-2013) | Muzycy koncertowi - Pat O’Brien – gitara (2011) - Bob Gourley – perkusja (1983) - Jon Dette – perkusja (1996–1997, 2013) - Tony Scaglione – perkusja (1986–1987) - Phil Demmel – gitara (2018) |

Oś czasu

## Dyskografia
Albumy studyjne
- Show No Mercy (1983)
- Hell Awaits (1985)
- Reign in Blood (1986)
- South of Heaven (1988)
- Seasons in the Abyss (1990)
- Divine Intervention (1994)
- Undisputed Attitude (1996)
- Diabolus in Musica (1998)
- God Hates Us All (2001)
- Christ Illusion (2006)
- World Painted Blood (2009)
- Repentless (2015)

## Nagrody i wyróżnienia
| Rok  | Kategoria              | Tytułem              | Nagroda                            | Nota      | Źródło |
| ---- | ---------------------- | -------------------- | ---------------------------------- | --------- | ------ |
| 2002 | Best Metal Performance | „Disciple”           | Grammy                             | Nominacja | [ 27 ] |
| 2004 | Best Live Act          | Slayer               | Metal Hammer Golden Gods Awards    | Laur      | [ 28 ] |
| 2006 | Kerrang! Hall Of Fame  | Slayer               | Kerrang! Awards                    | Laur      | [ 29 ] |
| 2006 | Icon                   | Slayer               | Metal Hammer Golden Gods Awards    | Nominacja | [ 30 ] |
| 2007 | Best Metal Performance | „Eyes of the Insane” | Grammy                             | Laur      | [ 31 ] |
| 2008 | Best Metal Performance | „Final Six”          | Grammy                             | Laur      | [ 32 ] |
| 2009 | Best Metal Performance | „Hate Worldwide”     | Grammy                             | Nominacja | [ 33 ] |
| 2016 | Best Film/Video        | „Pride in Prejudice” | The Epiphone Revolver Music Awards | Nominacja | [ 34 ] |

## Odniesienia w popkulturze
Tytuły pierwszych trzech książek pisarza Hanka Moody’ego, bohatera serialu Californication to tytuły płyt Slayera: South Of Heaven, Seasons In The Abyss, God Hates Us All.